# Wendel Polich
Wendel Polich (Ruski Krstur, Imperio austrohúngaro, 26 de abril de 1892 - Buenos Aires, Argentina, 27 de noviembre de 1979), también conocido como Vendel Polich, fue un astrólogo de la Argentina creador del sistema Topocéntrico de casas y colaborador del Centro Astrológico de Buenos Aires.

## Biografía
Nació en el seno de una familia de origen húngaro en Voivodina, que en aquel entonces formaba parte del Imperio austrohúngaro y que actualmente es parte de la República de Serbia. Completó sus estudios de Matemáticas en Budapest y dictó clases, pero la anexión de su provincia natal a Yugoslavia lo llevó a emigrar a la Argentina en 1924. Se inició en el estudio de astrología en 1934. Residió en Quilmes el resto de su vida. En 1942 conoció en Buenos Aires al inglés Anthony Nelson Page, con quien llevó adelante sus investigaciones astrológicas hasta su muerte en 1970. Juntos crearon el sistema Topocéntrico de casas, al que presentaron en publicaciones especializadas en Inglaterra en los años '60 y que suscitó gran interés a nivel internacional. El sistema fue ampliamente difundido en los países de habla hispana por el Centro Astrológico de Buenos Aires y la edición por parte de su director Eloy Ricardo Dumón de varios artículos de Polich y Page en la revista Astrología, de las Tablas de Casas topocéntricas y del libro del propio Vendel Polich El Sistema Topocéntrico. Dicho sistema se extendió a muchas otras aplicaciones que fueron más allá de las meras casas astrológicas, generando una corriente denominada Topocentrismo, que tiene un fuerte impacto en la astrología de los países de América Latina.
Su hija, Selma Polich, continuó trabajando en la misma línea, especializándose en la investigación estadística, así como la hija de ésta, Alejandra Eusebi Polich, directora de la Escuela de Astrología de Quilmes y Directora y Presidenta de la Fundación Centro Astrológico de Buenos Aires.

## Obras
- El Sistema Topocéntrico (1976). Regulus, Buenos Aires.
- Numerosos artículos sobre astrología y el sistema Topocéntrico en las revistas Spica, Londres; Astrología, Buenos Aires; y Gran Fraternidad Universal, Venezuela. Algunos en colaboración con A. Nelson Page.